# روتین
روتین که روتوزید، کوئرستین-3-O-روتینوزید و سوفورین نیز نامیده می‌شود، گلیکوزیدی است که فلاونول کوئرستین و دی‌ساکارید روتینوز را ترکیب می‌کند. این ماده، یک فلاونوئید مرکبات است که در طیف گسترده‌ای از گیاهان از جمله مرکبات یافت می‌شود.
روتین یکی از ترکیبات فنول است که در گونهٔ گیاهی مهاجم همه‌گل یافت می‌شود. نام روتین از نام علمی گیاه سداب (Ruta graveolens) گرفته شده‌است، این گیاه، حاوی روتین نیز هست. پوست‌های مختلف مرکبات حاوی ۳۲ تا ۴۹ میلی‌گرم در هر گرم از فلاونوئیدها هستند که به‌صورت «معادل روتین»، بیان می‌شوند. برگ‌های مرکبات، حاوی روتین با غلظت‌های ۱۱ و ۷ گرم بر کیلوگرم در درختان پرتقال و لیموترش هستند. در سال ۲۰۲۱، محققان ساموآیی، روتین را در گیاه بومی ماتالافی (Psychotria insularum) شناسایی کردند.

## متابولیسم
آنزیم کوئرسیتریناز را می‌توان در آسپرژیلوس فلاووس یافت، که یک آنزیم در مسیر کاتابولیک روتین است.

## در مواد غذایی
روتین یک گلیکوزید فلاونوئید مرکبات است که در بسیاری از گیاهان از جمله گندم سیاه، برگ‌ها و دمبرگ گونه‌های رابارب و مارچوبه یافت می‌شود. مشخص شده‌است که دانه‌های گندم سیاه تارتاری حاوی روتین بیشتری (حدود ۰٫۸–۱٫۷٪ وزن خشک) نسبت به دانه‌های گندم سیاه معمولی (۰٫۰۱٪ وزن خشک) هستند. روتین یکی از فلاونول‌های اولیه است که در هلوی سنگی یافت می‌شود. این ماده همچنین در دم‌کردهٔ چای سبز یافت می‌شود.
مقدار تقریبی روتین در ۱۰۰ گرم غذای انتخابی، بر حسب میلی‌گرم در ۱۰۰ میلی‌لیتر:
| عددی | الفبایی                     |
| ---- | --------------------------- |
| ۳۳۲  | کبرها، ادویه‌ها              |
| ۴۵   | زیتون [سیاه]، خام           |
| ۳۶   | گندم سیاه، آرد غلات کامل    |
| ۲۳   | مارچوبه، خام                |
| ۱۹   | تمشک سیاه، خام              |
| ۱۱   | تمشک قرمز، خام              |
| ۹    | گندم سیاه، غلات، حرارت‌دیده  |
| ۶    | گندم سیاه، آرد تصفیه‌شده     |
| ۶    | توت سبز                     |
| ۶    | آلو، تازه                   |
| ۵    | توت سیاه، خام               |
| ۴    | شاه‌توت، خام                 |
| ۳    | گوجه‌فرنگی گیلاسی، کامل، خام |
| ۲    | زغال‌اخته                    |
| ۲    | مرزنگوش، خشک‌شده             |
| ۲    | چای سیاه، دم‌کرده            |
| ۱    | انگور، کشمش                 |
| ۱    | کدو سبز، خام                |
| ۱    | زردآلو، خام                 |
| ۱    | چای سبز، دم‌کرده             |
| ۰    | سیب                         |
| ۰    | توت قرمز                    |
| ۰    | انگور (سبز)                 |
| ۰    | گوجه‌فرنگی، کامل، خام        |

روتین (روتوزید یا روتینوزید) و سایر فلاونول‌های تغذیه‌ای، تحت تحقیقات بالینی اولیه برای اثرات بیولوژیکی بالقوه خود هستند. پژوهش‌هایی برای بررسی درمان یا بهبود سندرم پس از ترومبوتیک، نارسایی وریدی و اختلال عملکرد اندوتلیالی، صورت گرفته اما هیچ شواهد معتبر علمی برای استفادهٔ ایمن و مؤثر از روتین، تا سال ۲۰۱۸، برای درمان این موارد وجود ندارد.  روتین به‌عنوان یک فلاونول در میان فلاونوئیدهای مشابه، به‌دلیل جذب ضعیف، متابولیسم بالا، دفع سریع و فراهمی زیستی پایینی دارد که در مجموع، پتانسیل آن را برای استفاده به عنوان یک دارو محدود می‌کند.

## بیوسنتز
مسیر بیوسنتز روتین در برگ‌های توت سفید با فنیل‌آلانین شروع می‌شود که اسید سینامیک را تحت تأثیر فنیل‌آلانین آمونیاک لیاز (PAL) تولید می‌کند. اسید سینامیک توسط سینامیک اسید-۴-هیدروکسیلاز (C4H) و لیگاز ۴-کومارات-CoA (4CL) کاتالیز می‌شود و p کومارویل-کوآ را تشکیل می‌دهد. متعاقباً، کالکون سنتاز (CHS) تراکم p -coumaroyl-CoA و سه مولکول مالونیل-کوآ را کاتالیز می‌کند تا نارینژنین کالکون تولید کند که در نهایت با مشارکت ایزومراز کالکون (CHI) به نارینژنین فلاوانون تبدیل می‌شود. دی‌هیدروکامپفرول (DHK) تولید می‌شود. DHK را می‌توان بیشتر توسط فلاونوئید ۳'-هیدروکسیلاز (F3'H) هیدروکسیله کرد تا دی‌هیدروکورستین (DHQ) تولید کند که سپس توسط فلاونول سنتاز (FLS) کاتالیز می‌شود و کوئرستین را تشکیل می‌دهد. پس از این‌که کوئرستین توسط UDP-گلوکز فلاونوئید 3 -O- گلوکوزیل ترانسفراز (UFGT) کاتالیز شد تا ایزو کوئرسیتین تشکیل شود، در نهایت، تشکیل روتین از ایزوکورسیترین توسط فلاونوئید 3- O- گلوکوزید L-رامنوزیل ترانسفراز کاتالیز می‌شود.